# Luis Alberto Barrera Pacheco
Luis Alberto Barrera Pacheco MCCJ (* 16. November 1966 in Gorgor, Cajatambo, Peru) ist ein peruanischer Ordensgeistlicher und römisch-katholischer Bischof von Callao.

## Leben
Luis Alberto Barrera Pacheco trat der Ordensgemeinschaft der Comboni-Missionare bei und empfing am 10. Juni 1995 das Sakrament der Priesterweihe. Er war Pfarrer in Dékoa in der Zentralafrikanischen Republik, Leiter der Ausbildung der angehenden Combonianer in der Zentralafrikanischen Republik, Provinzial der Ordensprovinz Peru und Chile der Combonianer sowie stellvertretender Vorsitzender der Conferencia de Religiosas y Religiosos del Perú.
Am 25. Oktober 2016 ernannte ihn Papst Franziskus zum Bischof von Tarma. Die Bischofsweihe spendete ihm der Erzbischof von Huancayo, Pedro Ricardo Barreto Jimeno SJ, am 18. Dezember desselben Jahres. Mitkonsekratoren waren der Erzbischof von Ayacucho o Huamanga, Salvador Piñeiro García-Calderón, und der Erzbischof von Trujillo, Héctor Miguel Cabrejos Vidarte OFM.
Am 17. April 2021 ernannte ihn Papst Franziskus zum Bischof von Callao. Die Amtseinführung fand am 26. Mai desselben Jahres statt.